# 958
Cette page concerne l'année 958  du calendrier julien.
L'année 958 est une année commune qui commence un vendredi.

## Événements
- 2 mars : couronnement à Saint-Jacques-de-Compostelle du roi Ordoño IV de León, en concurrence avec Sanche le Gras[1]
- 18 juillet : les habitants de Gênes obtiennent des privilèges territoriaux du roi Bérenger II et de son fils Adalbert[2].
- 3 août : Ordoño IV entre à León[1]. La noblesse de León destitue le roi Sanche en raison de son obésité, qui l'empêche de monter à cheval. Il se réfugie à Pampelune auprès de son oncle, tandis qu’un autre prince, Ordoño IV de León règne à sa place. Sa grand-mère, Toda, lui suggère de demander l’aide du calife de Cordoue, qui envoie son médecin et diplomate Hasdaï ben Shatprut à Pampelune pour le soigner de son embonpoint. Le traitement s’éternise et le roi Sanche et sa grand-mère sont invités à Cordoue. En 960, le roi, guéri, retrouve son trône et renouvelle la paix passée par Ordoño avec le calife[3].
- En Italie du Sud, l’armée du stratège Argyros défend les positions byzantines contre les principautés lombardes et les musulmans de Sicile et de Campanie. La flotte des musulmans de Sicile le met en fuite à Otrante, mais est détruite par la tempête en septembre à son retour en Sicile et une trêve est conclue[4].
- Octobre - novembre : le général byzantin Jean Tzimiskès, neveu de Nicéphore Phocas, victorieux de l'émir hamdanide Sayf al-Dawla à Ra'ban, rentre dans Samosate sur l'Euphrate[5].

- Début du règne d'Harald Blaatand (à la Dent bleue), roi de Danemark à la mort de son père Gorm (fin en 985)[6]. Il favorise le christianisme, lutte contre la Suède et repousse les Wendes jusqu’à l’Oder. L’organisation militaire prend de l’ampleur.
- Le comte de Flandre Arnoul Ier convoque une assemblée à Gand, et fait reconnaître comme son successeur son fils aîné, Baudouin III[7]. À la mort de Baudouin en 962, Arnoul reprend le pouvoir.
- Soulèvement urbain à Cambrai. Première conjuration contre l’évêque[8].
- Création, par le royaume de Koryŏ (actuelle Corée) d'un concours pour recruter de façon impartiale les fonctionnaires[9].